# Werner Müller
Werner Müller (Großschönau, Saxônia, 7 de setembro de 1947) é um matemático alemão. É professor da Universidade de Bonn.

## Vida e obra
Werner Müller estudou matemática na Universidade Humboldt de Berlim, onde obteve um doutorado em 1977, orientado por Herbert Kurke, com a tese Analytische Torsion Riemannscher Mannigfaltigkeiten. Em sua tese resolveu, ao mesmo tempo que Jeff Cheeger mas independentemente desde, uma hipótese de D. B. Ray e Isadore Singer. Foi depois para o Weierstraß-Institut für Angewandte Analysis und Stochastik da Academia de Ciências da Alemanha Oriental. Após a reunificação da Alemanha foi para o Instituto Max Planck de Matemática em Bonn. Desde 1994 é professor da cátedra de Análise Global da Universidade de Bonn, sucessor de Friedrich Hirzebruch.
Em 1991 recebeu juntamente com Jeff Cheeger o Max-Planck-Forschungspreis. Em 2003 foi eleito membro da Academia Leopoldina.
Werner Müller é membro ordinário da Academia das Ciências de Berlim. Em 1992 apresentou uma palestra plenária no primeiro Congresso Europeu de Matemática em Paris (Geometry and spectral theory). Em 1983 foi palestrante convidado (Invited Speaker) no Congresso Internacional de Matemáticos em Varsóvia (Spectral geometry and non-compact Riemannian manifolds).

## Publicações
- Analytic torsion and R-torsion of Riemannian manifolds. Adv. in Math. 28 (1978), no. 3, p. 233–305.
- The trace class conjecture in the theory of automorphic forms. Ann. of Math. (2) 130 (1989), no. 3, p. 473–529.
- Relative zeta functions, relative determinants and scattering theory. Comm. Math. Phys. 192 (1998), no. 2, 309–347.
- Weyl's law for the cuspidal spectrum of {\displaystyle {\rm {SL}}_{n}}. Ann. of Math. (2) 165 (2007), no. 1, 275–333.
- com T. Finis, E. Lapid: On the spectral side of Arthur's trace formula—absolute convergence. Ann. of Math. (2) 174 (2011), no. 1, 173–195.